# John William Twycross

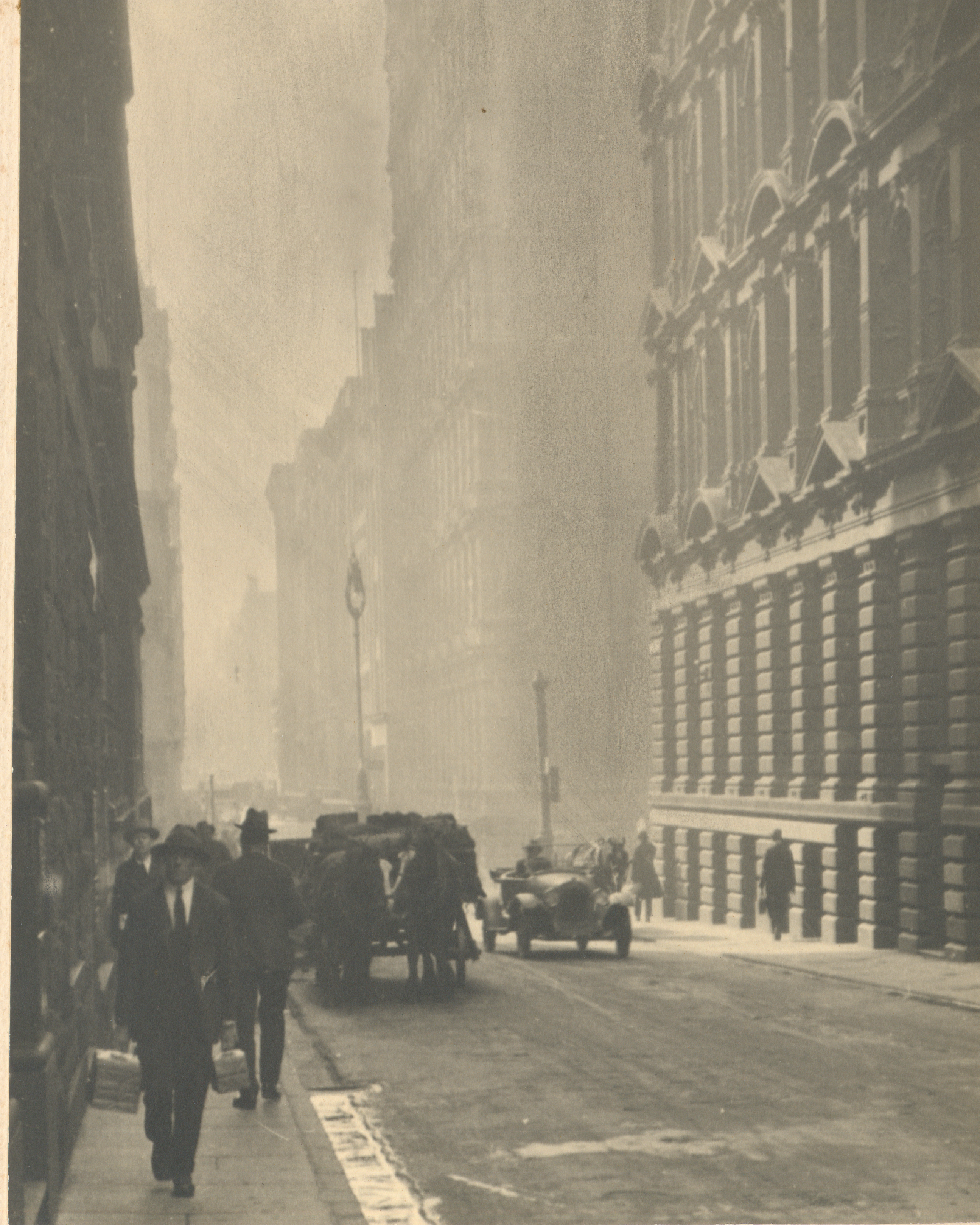
Pouliční scéna v Melbourne, pracovní den v roce 1921 ukazuje koňský povoz na počátku automobilismu

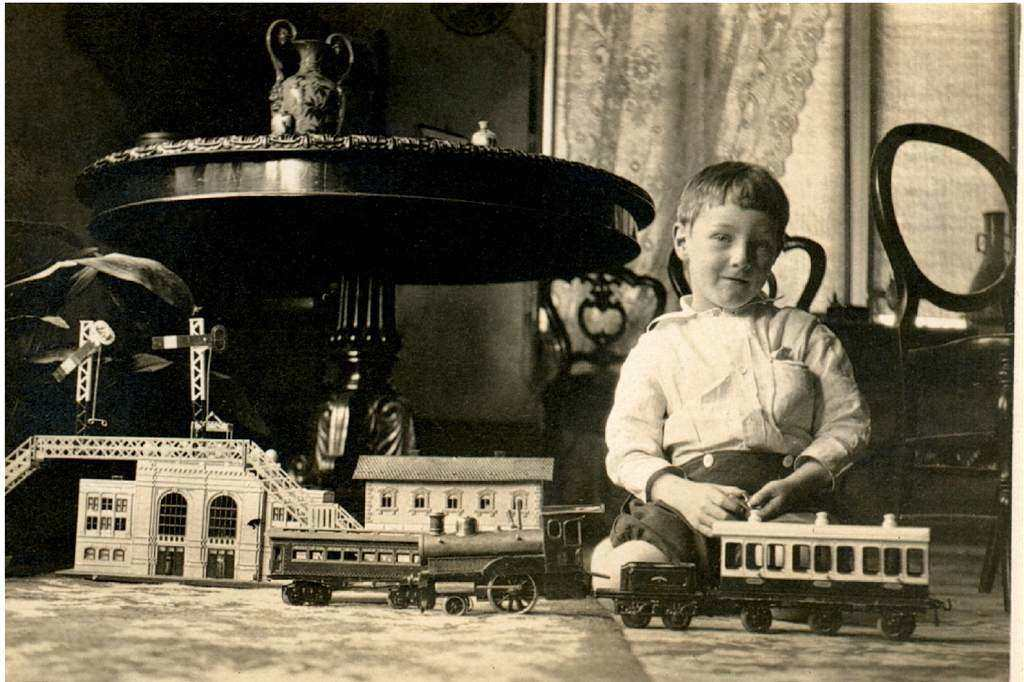
JWT často fotografoval svého syna, který jej již v raném věku doprovázel na fotografických expedicích

John William Twycross (1871 – 1936) byl australský piktorialistický fotograf. Hlavní část díla vytvořil v letech 1918–1932. Fotograficky dokumentoval venkovské scény, mořské scenérie, pracovní život a architekturu poblíž přístavu Phillip Bay a města Melbourne.

## Životopis
Narodil se v roce 1871 v australském Melbourne. V roce 1881 se stal jedním z prvních studentů školy Caulfield Grammar School.
Doma vyrůstal obklopen rozsáhlou sbírku dekorativního umění a obrazů. Jeho otec byl sběratelem umění, který velkou část své sbírky prezentoval na mezinárodní výstavě v Melbourne v roce 1880.

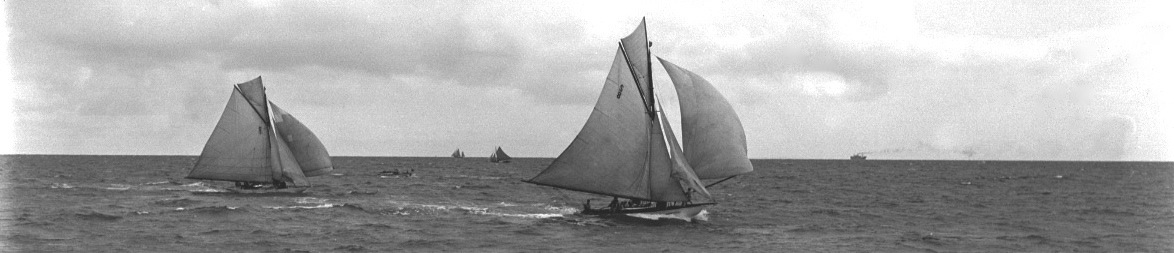
Větrný den; jachty mířící do Morningtonu, 1920

## Uměnovědná studia
Následně John začal studovat umění, jeho ambicí bylo malovat ve Florencii. Tento plán však zkrachoval po neštěstí z roku 1889. Musel předčasně opustit školu a pracovat až do důchodu v bance v Novém Jižním Walesu.
Nicméně později v malování pokračoval, nechával se často inspirovaat při svých cestách kolesovým parníkem v Port Phillip Bay během návštěv své matky. Poté, co jeho rodiče zemřeli, i nadále k poloostrovu cestoval a kde pak také maloval.

## Fotografie
V roce 1918 zakoupil deskový fotoaparát Thornton-Pickard Westminster a začal dokumentovat svůj život i dění v Melbourne a na poloostrově Mornington. Během své kariéry bankéře se sídlem ve městě Melbourne věnoval své víkendy fotografii, často v doprovodu svého syna. Také fotografoval každodenní život v ulicích Melbourne a snažil se zachytit energii mladého a rostoucího města.
Byl fotograf – samouk a zvětšovat pozitivní fotografie se naučil studováním prvních fotografických časopisů, které byly dovezeny z Anglie. Sám nikdy svá díla nevystavoval.

## Galerie Burrell Twycross
V McCrae Homestead (National Trust Property) se nachází stálá expozice „Visions of Port Phillip“, která prezentuje jeho díla. Jeho fotografie byly poprvé ukázány veřejnosti na výstavě National Trust of Australia na Tasma Terrace v roce 2005.

## Sbírky
- Národní galerie Victoria Melbourne
- National Trust of Australia